# 小行星22842
小行星22842（22842 Alenashort）是一颗绕太阳运转的小行星，为主小行星带小行星。该小行星于1999年9月8日发现。

## 轨道参数
小行星22842的轨道半长轴为2.5312927 UA，离心率为0.064。